# I Am Not Afraid of You and I Will Beat Your Ass
I Am Not Afraid of You and I Will Beat Your Ass är det elfte fullängdsalbumet av Yo La Tengo, utgivet 12 september 2006. Skivan är deras sjätte utgåva på Matador Records.

## Låtlista
1. "Pass the Hatchet, I Think I'm Goodkind" – 10:47
2. "Beanbag Chair" – 3:03
3. "I Feel Like Going Home" – 4:14
4. "Mr. Tough" – 4:06
5. "Black Flowers" – 4:28
6. "The Race is on Again" – 4:37
7. "The Room Got Heavy" – 5:10
8. "Sometimes I Don't Get You" – 3:16
9. "Daphnia" – 8:51
10. "I Should Have Known Better" – 3:16
11. "Watch Out for Me Ronnie" – 3:02
12. "The Weakest Part" – 3:04
13. "Song for Mahila" – 3:40
14. "Point and Shoot" – 4:18
15. "The Story of Yo La Tango" – 11:49

## Trivia
- Det sista spåret är en medveten felstavning av bandets namn.